# Wolfgang Wiehle

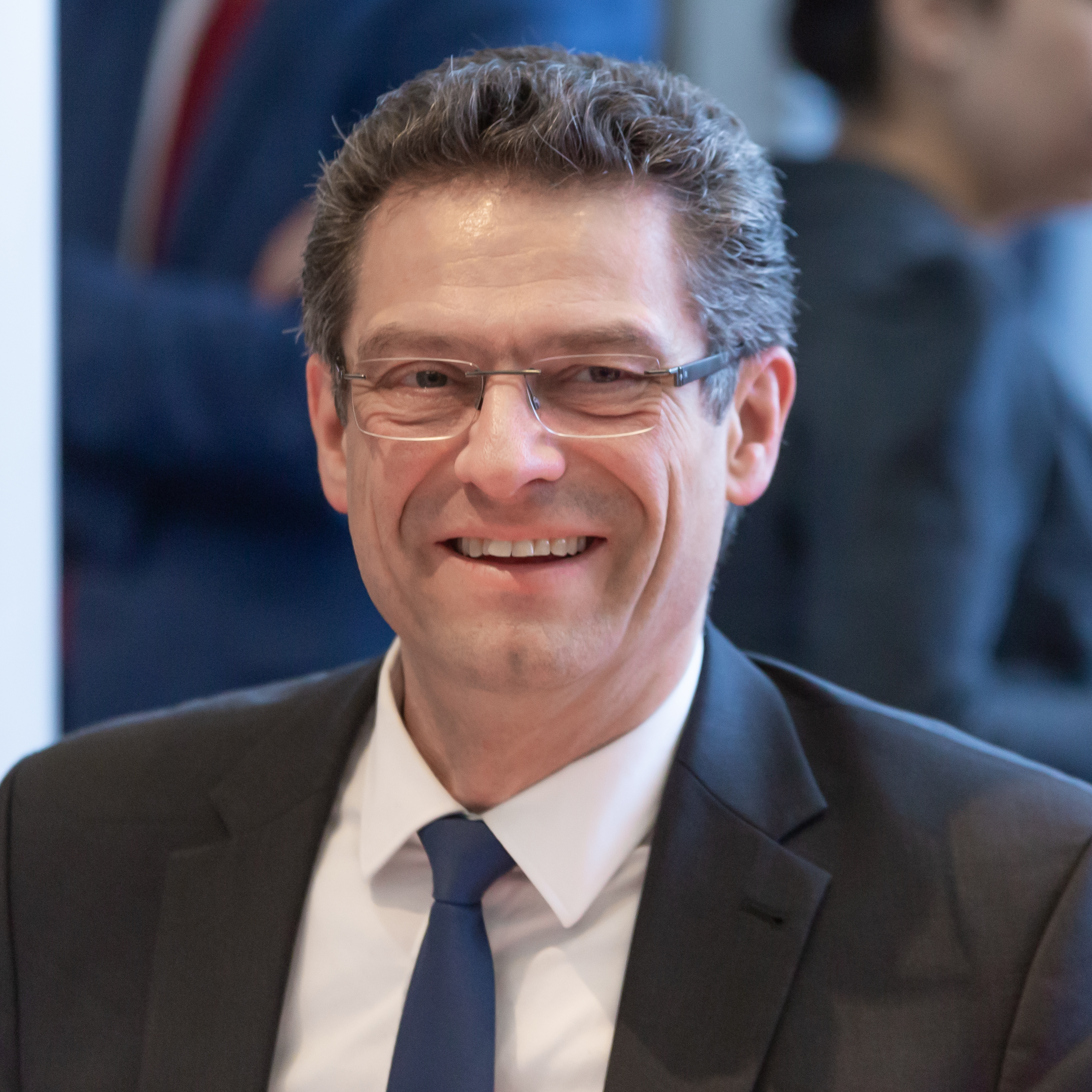
Wolfgang Wiehle (2020)

Wolfgang Wiehle (* 20. Oktober 1964 in München) ist ein deutscher Politiker (früher CSU, jetzt AfD) und Diplom-Informatiker. Seit 2017 ist er für die AfD Mitglied des Deutschen Bundestags.

## Leben
Im Jahr 1982 begann Wiehle ein Studium an der Technischen Universität München, das er 1990 als Diplom-Informatiker abschloss. Seitdem ist er als Softwareingenieur und IT-Berater tätig. Wiehle ist Sohn des 2018 verstorbenen Hans-Rüdiger Wiehle, einem der ersten Professoren für Informatik an der im Jahr 1970 gegründeten Universität der Bundeswehr München. Während des Studiums war er im Ring Christlich-Demokratischer Studenten (RCDS) an der TU München aktiv, unter anderem als Gruppenvorsitzender. Danach war er Landesvorsitzender des RCDS in Bayern.
Wolfgang Wiehle ist geschieden und hat zwei Kinder aus dieser Ehe.

## Politik

### CSU-Mitgliedschaft
Wolfgang Wiehle war von 1982 bis 2002 in der CSU aktiv. Er saß acht Jahre lang, von 1994 bis 2002, im Stadtrat von München, in dem er sich hauptsächlich um verkehrspolitische Themen kümmerte. Als Gründungsmitglied und erster stellvertretender Vorsitzender war er in der Initiative zur teilweisen Untertunnelung des stauanfälligen Mittleren Rings in München aktiv, dem 1992 mit Michael Haberland gegründeten Verein „Mobil in München e.V.“, der Vorläufer des heutigen Automobilclubs Mobil in Deutschland e.V.

### AfD-Politiker und -Funktionär
Im Jahr 2013 trat er in die AfD ein, weil er laut Zeit der Ansicht war, die CSU sei „im Schlepptau“ der „Merkel-CDU“ gefangen. Damit sei die CSU in eine „links-grüne Richtung abgedriftet“. Bei der Kommunalwahl in München 2020 kandidierte er für das Amt des Oberbürgermeisters und erhielt 2,8 Prozent der Stimmen.
Wiehle war AfD-Kreisvorsitzender im Münchner Süden und ist Vorsitzender des Bezirksverbands Oberbayern.

### Deutscher Bundestag
Er wurde als Listenkandidat der AfD Bayern bei der Bundestagswahl 2017 in den 19. Deutschen Bundestag gewählt. Er gehört als stellvertretendes Mitglied dem Petitionsausschuss, dem Ausschuss Digitale Agenda, dem Haushaltsausschuss, sowie dem Parlamentarischen Beirat für nachhaltige Entwicklung im Bundestag an. Wiehle ist zudem im 19. Deutschen Bundestag ordentliches Mitglied im Ausschuss für Verkehr und digitale Infrastruktur und Obmann des 2. Untersuchungsausschusses. So war er beispielsweise auch am Untersuchungsauftrag des ab 28. November 2019 eingesetzten Untersuchungsausschusses zur „Pkw-Maut-Affäre“ beteiligt.
Bei der Bundestagswahl 2021 gelang ihm der Wiedereinzug in den 20. Deutschen Bundestag über Platz 7 der Landesliste. Im Juli 2024 schlug die AfD-Bundestagsfraktion Wiehle als Kandidat für das Amt des Bundestagsvizepräsidenten vor. Er erhielt bei der Wahl lediglich 92 Ja-Stimmen. 565 Abgeordnete stimmten mit Nein, 17 Parlamentarier enthielten sich. Die AfD war damit zum wiederholten Mal mit dem Versuch gescheitert, einen Vizepräsidenten-Posten im Bundestag aus den eigenen Reihen zu besetzen.
Bei der Bundestagswahl 2025 kandidierte er im Bundestagswahlkreis München-Süd und erreichte mit 8,8 Prozent der Stimmen Platz 4. Über die Landesliste Bayern erreichte er den Einzug in den 21. Deutschen Bundestag. Er ist Mitglied und Obmann der AfD im Verkehrsausschuss sowie Mitglied im Haushaltsausschuss.